# MBC 라디오 행복한 저녁입니다
MBC 라디오 행복한 저녁입니다는 부산MBC 표준FM에서 평일 저녁 6시 10분부터 저녁 7시까지 방송했던 퇴근길 시사 프로그램이다. 2018년 10월 5일 자로 7년만에 폐지되었다.